# Robert James Waller
Robert James Waller, född 1 augusti 1939 i Charles City, Iowa (men uppvuxen i Rockford i Floyd County i samma delstat), död 10 mars 2017 i Fredericksburg, Texas, var en amerikansk författare, fotograf och musiker.
Waller skrev bland annat romanen Broarna i Madison County, som filmatiserades 1995.